# 西川徹郎
西川 徹郎（にしかわ てつろう、1947年9月29日 - ）は［21世紀日本の俳人］。日本の詩歌界の第一人者。第七回日本一行詩大賞特別賞受賞者。
現代俳句作家、歌人、エッセイスト、文藝評論家、真宗学者、日本文藝家協会会員。龍谷教学会議会員。本名は西川徹真。

## 概要・人物
1984(昭和59)年、『銀河系つうしん』を創刊し、有季定型文語俳句の趣味的な季語季題を排し、〈人間存在の総体〉、〈生の全体性〉を主題とする口語で書く〈反定型の定型詩〉を［実存俳句］と名付け、［17文字の銀河系］［17文字の世界藝術］を提唱し、［実存俳句創始者］となる。
　1989(平成元)年、角川書店「野性時代」編集部に勤務していた斎藤裕美子と結婚。西川裕美子は、真宗学者で作家の斎藤冬海(Saitou Fuyumi)。
　同年、西川徹真は真宗学の北の砦［黎明學舎］を創立し代表。［教行信證研究会］専任講師。学術誌『教行信證研究』編集発行人(発行・黎明學舎／茜屋書店)。
　2007(平成19)年5月、西川徹郞の少年の日のゆかりの地、大雪山系を北に望む北都旭川の市街中心地に北海道唯一の詩歌文学館［西川徹郞記念文學館］開館。
　2014(平成26)年9月、書下ろし9017句収載の第14句集『幻想詩篇 天使の悪夢九千句』（解説 吉本隆明・森村誠一／茜屋書店）で［第7回日本一行詩大賞特別賞］(主催・日本一行詩協会／後援・読売新聞社)を受賞。本書で書籍発表数2万3千句を越え、江戸期の小林一茶、近代の高浜虚子・種田山頭火等を超え［日本文学史上最多発表作家］となる。
＊
　1974(昭和49)年、前衛の退潮しつつあった時代に刊行された、生地新城峠の頂より大雪山系の白銀の尾根を遠望しつつ書いた〈少年詩人〉の幻想的イメージと超現実の詩句が乱舞する第1句集『無灯艦隊』出現の衝撃は、極北の地に住む宮沢賢治以来の未知なる少年詩人の存在を世に伝え、文学界を震撼させた。本句集はその後、『定本無灯艦隊』（1986年、冬青社）、エッセイ集『無灯艦隊ノート』(1997年、蝸牛社)、『決定版 無灯艦隊─十代作品集』（2007年、沖積舎）として版を重ねた。
　　　不眠症に落葉が魚になっている
　　　巨きな耳が飛び出す羊飼う村に
　　　黒穂ふえ喪がふえ母が倒れている
　　　海峡がてのひらに充ち髪梳く青年
　　　さくら散って火夫らは耳を剃り落とす
　　　夜明け沖よりボクサーの鼓動村を走る
　　　首のない暮景を咀嚼している少年
　　　流氷の夜鐘ほど父を突きにけり
　　　剃刀研ぎと冷やされし馬擦れちがう
　　　父よ馬よ月に睫毛が生えている
　　　蝙蝠傘が飛ぶ妙に明るい村の尖塔
　　　男根担ぎ佛壇峠を越えにけり
　　　黒い峠ありわが花嫁は剃刀咥え
　　　骨透くほどの馬に跨がり　青い旅
　　　剃った頭に遙かな塔が映っている
　　　星を盛る皿水陸両棲する僕ら
　　　遠い海の痩せためくらを担いで帰る
　　　月夜は白い館を蝶が食べはじめ
　　　京都の橋は肋骨よりもそり返る
　　　こんな綺麗な傘をはじめて見た祇園
　　　晩鐘はわが慟哭に消されけり
　　　京都の鐘はいつしか母の悲鳴である
　　　癌の隣家の猫美しい秋である
　　　屋根裏を野のように歩き　独身
　　　父の陰茎の霊柩車に泣きながら乗る
　　　馬の瞳の中の遠火事を消しに行く
　　　暗い地方の立ち寝の馬は脚から氷る
　　　屠鶏の流す泪は一番星である
　　　屠馬の視線と出会う氷の街外れ
　　　屠馬は七夜一睡もせず星数え
　　　無人の浜の捨人形のように　独身
　　　月夜轢死者ひたひた蝶が降っている
　　　いっしんに産婆とのぼる鬼神峠
　　　ひそかに皿は配られてゆく月の館
　　　無数の蝶に食べられている渚町
　　　群れを離れた鶴の泪が雪となる
　　　海女が沖より引きずり上げる無灯艦隊
　　　（註・抄出作品は『無灯艦隊』『定本無灯艦隊』『決定版無灯艦隊─十代作品集』に依る）
等、身体性の言語とメタファの重層的構成に依って独自の言語世界を創出した少年詩人の〈十七文字の銀河系〉の出現は、ジャンルを超え、文学界へ衝撃を与えた。
　1984(昭和59)年、吉本隆明の個人編集誌『試行』を識って、極北の新城峠より個人編集誌として『銀河系つうしん』を創刊、同誌に宮入聖・攝津幸彦・大井恒行・青柳右行・三森鉄治・清水昶・北川透・雨宮慶子・立松和平・藤沢周等、同時代の詩歌俳人や作家・評論の精鋭が寄稿し、詩と思想の磁場が形成された。西川徹郞は毎号作品と共に批評の血濡れの剣を振るった。
　1988〈昭和63〉年、西川徹郞初の読本『秋桜COSMOS別冊 西川徹郞の世界』(秋桜発行所)に、ジャンルを超えた第一級の評論家・詩歌俳人35名の西川徹郎論が収載された。吉本隆明は「西川徹郞さんの俳句」を寄稿し、「西川さんの句のなかで、西川さんの内面に鳴っている楽音は音楽を奏で、言葉は言葉の音韻とリズム(韻律)で、別々に鳴っている。この悲劇的な運命が西川さんの俳句の世界だ」と述べた。又、宮沢賢治研究の第一人者菅谷規矩雄は、「死者の棲むところに─西川徹郞小論」を寄稿し、「ことばが韻律に執する理由はただひとつ──リズムとは、詩の発生の現前(プレザンス)にほかならない。この、発生の瞬間‥‥というスリルをふくまなければ、俳句も短歌も、むろん現代詩も、韻律として存在する理由はない。」と述べ、詩の出現のスリルを西川徹郞の作品に指摘した。
　後に芥川賞作家となる藤沢周は、この読本を「天才詩人の現場を目撃する一冊」(「図書新聞」1988年11月19日付)と未知なる天才詩人出現の驚嘆を語った。
　1991(平成3)年、西川徹郞は文京区本駒込の吉本邸を斎藤冬海を伴って訪問、［吉本隆明と会談］した。吉本隆明は西川徹郞を〈天才詩人〉と激賞し、西川徹郎論二篇や西川徹郞文學館開館記念出版『決定版 無灯艦隊─十代作品集』（沖積舎）の帯文等を発表した。(晶文社『吉本隆明全集』第24巻、第34巻、第36巻、書簡集Ⅱ等に収録)
　2006(平成18)年4月11日、当時、「神奈川大学評論」編集専門委員だった文塾評論家、学術博士小林孝吉は、「東京・神田アソシエ21ホール」で講演し、十代の日の西川徹郞の俳句をドストエフスキーや埴谷雄高、宮沢賢治と共に「世界文学」と賞賛した。(『銀河系通信』第19号所収「アソシエ21思想学術講座」講演録)。
　2014年(平成26)3月、花巻市立イーハトーブ館発行『宮沢賢治学会会報』第48号に巻頭論文「妹としの聲無き絶唱─『春と修羅』「永訣の朝」の「あめゆじゆ」とは何か」を寄稿、永年の定説「雨雪」を覆す「アミタユスAmitayus」説を発表し、文学界へ衝撃を与えた。
　2014(平成26)年5月31日、生地の名を冠した「新城峠大學文藝講演会」を主催、西川徹郞記念文學館を会場に作家森村誠一が「小説の神髄─小説はなぜ書くのか、そして如何に書くか」と題し、開校記念講演を行う。
　2015(平成27)年3月、吉本隆明、森村誠一、野家啓一等各ジャンルの代表作家73名の西川徹郞論125篇を収載した『修羅と永遠─西川徹郞論集成』(A5判、1200頁建、茜屋書店)刊行。
　劇作家澤村修治は、2015年5月23日付「図書新聞」に［西川徹郞文学は日本の戦後文学のそびえる異形峰］と絶賛する『修羅と永遠─西川徹郞論集成』の書評を発表した。

## 西川徹郞＝西川徹真、来歴
〈出生・幼年期〉
　1947(昭和22)年9月29日、西川徹郎は大雪山系の尾根を遙かに望む新城峠の麓の町芦別市新城の淨土眞宗本願寺派の寺院、法性山正信寺に生まれた。
　住職の父は證教、母は貞子。兄徹麿(1999年病没)、姉暢子、弟徹博(1975年得度し以降徹寛と改名)の四人兄姉弟の次男だった。
　病弱だった小学二年の頃、自宅療養を続けていたが、「病室に当てられた部屋の枕屏風や襖に祖父の毛筆で、親鸞の『教行信証』の十二嘆名や芭蕉・一茶などの発句が揮毫されていた。それらの聖教の文句や発句を日夜黙読し暗誦しながら療養生活を送った。」(2011年『大法輪』6月号「わが文学と親鸞─聖と俗の峡谷、その一筋の道を行く」)
〈少年期〉
　俳句は小学六年の冬休みの宿題で初めて一夜に20句ほど作って、教師に頭から盗作と決めつけられ、白眼視された無念が最初の作句体験だった。
　中学二年の頃、祖父の書斎で啄木の詩集『あこがれ』と歌集『一握の砂』を見つけて歓喜し、窃かにカバンに入れ、教師の眼を盗んで教室の窓明かりで読み耽った。
　その頃、学校から帰ると自転車を駆って家から4、5キロほどある新城峠の頂に登り、大雪山系の遙かな白銀の尾根を望み、その絶景の中で沢山の詩歌を書いた。(2019年綾目広治著『惨劇のファンタジー西川徹郞17文字の世界藝術』年譜、斎藤冬海編)。
　1963(昭和38)年、道立芦別高校に進学し、文芸部と図書館部の部員となる。築摩書房版『日本文学全集』で細谷源二の名著『砂金帯』の口語調の俳句を知り、有季定型と全く異なる細谷源二の文学を識った。細谷源二主宰する「氷原帯」に入会し、口語で作った俳句を同誌や芦別高校文芸部発行の文芸誌「シリンクス」に発表、「北海道新聞俳壇」の細谷源二選へ投稿した。「氷原帯」では幾度も雑詠欄の巻頭を飾り、北海道新聞では年間の秀作として賞を受けた。
　連日連夜早暁まで俳句や短歌を書き続けていたが、同時にボードレールやランボーなど世界の詩人を識って憧れ、海外の詩人の遙かな世界を遠望した。
　夏休みには自転車で新城峠を越え、アイヌの聖地「神居古潭」のある石狩川沿岸の道を北上し、やがて美しき山岳都市旭川へ到り、旭橋や七条緑道界隈を散策して詩歌を書いた。
　1965(昭和40)年、高校三年時に、渡道した新興俳句の旗手細谷源二が北海道から発行する雑誌として全国的な注目の中にあった「氷原帯」新人賞を受賞。札幌市で開催された「氷原帯」全国俳句大会が受賞式会場だった。詰襟の学生服姿で出席し細谷源二や評論家中村環一、詩人新妻博等から〈天才詩人〉と喝采を受け、その早熟の詩才を賞賛された。
　1966(昭和41)年3月、「青春哀歌85首」と題した短歌を「シリンクス」に発表した。
〈青年期〉
哲学者三木清「親鸞ノート」
　1966（昭和41）年、龍谷大学に入学。積極的に授業に出たものの講義そのものに退屈し、又軽薄な話題に終始する学生たちと距離をおいた。京都での学生生活に失望し、連日、巡礼の如く東山の古寺や名刹を散策した。
　1967（昭和42）年、4月に復学したが、授業に出ず、連日、東山界隈の古寺を巡って思索を重ねた。6月頃、大阪や尼崎の「海程」や「渦」の句会に出て、関西前衛派と呼ばれる俳人たちに会ったが、赤尾兜子、島津亮の二人の外に刺激を受ける作家はいなかった。
　中秋の頃、龍谷大学の自主退学を決意し新城峠の寺へ帰郷することを決めた。10月末頃、京都の古書店で見つけた『三木清著作集』全15冊(岩波書店)を脇に抱え、日本海沿岸を北進する夜行列車と青函連絡船に二日一夜揺られて霙降る峠の寺へ帰郷した。
　住職の父證教は、病床に横臥していた。翌朝には庭一面がこの年の初雪に埋もれていた。
　帰郷後暫くして三木清の死後発見された遺書「親鸞ノート」を読んだ。三木清はその中で親鸞『教行信證』「信巻」の「愚禿悲歎述懐文」を掲げ、機と実存について次のように論述していた。
　「罪悪の意識は如何なる意味を有するか。機の自覚を意味するのである。機とは何であるか。機とは自覚された人間存在である。かかる自覚的存在を実存と呼ぶならば、機とは人間の実存のことにほかならない」。
　帰郷して以降、失意と挫折の日々を過ごし果てなき流浪の日夜を続けていた。しかしその苦悩の日々の中に在って三木清が遺した親鸞の言葉と勃火の如く沸き立つ十七文字の詩表現に対する思念は消えることはなかった。西川徹郞に於ける少年期の漂泊とは、〈少年詩人〉としての果てなき思惟と思索の旅を意味した。その思索の旅の中で、親鸞の言葉を我が罪の身を生かしむる如來の慈悲と捉え、俳句形式とは人間の全存在を刻印する〈十七文字の世界藝術〉と捉え、日本の詩歌伝統の趣味的季節詩としての〈季語季題〉を否定し、〈生の全体性〉を主題とする〈反定型の定型詩〉を根本原理とする口語で書く〈実存俳句〉創始者となった。（2021年『西川徹郞研究』第2集「わが少年の日の邂逅」、茜屋書店）
〈吉本隆明〉との邂逅
　1968（昭和43）年、真夏の某日、札幌市へ出て書店で『吉本隆明　初期ノート』(試行発行所)を入手し、大通公園の夏草の中で吉本隆明の若き日の詩と思想に遭遇した。西川徹郞は自分と同年代の時期に書かれた吉本隆明の鮮烈な詩と詩論に驚嘆し、「こうしては居られない」と震い立ち、〈俳句の詩人〉として生きることを決意し、夏草の中からむくと起ち上がった。(2000年『西川徹郞全句集』「西川徹郎年譜」)
　1969（昭和44）年、俳句前衛の代表的同人誌「海程」（代表・金子兜太）6月号に書下ろし「尼寺九十三句」を発表、全国から西川徹郞に対する驚異の目が一気に集中した。
　1973（昭和48）年、腎不全病を患い自身の死期を自覚した父證教は、寒村の寺を継がねばならぬ我が子の激励の為に病床に在りながら徹郞を「おまえは天才だ」と作品集『無灯艦隊』の出版を勧めた。
　1974（昭和49）年、父證教の亡き翌年刊行された第1句集『無灯艦隊』は、幻想的超現実の未知なる少年詩人の存在を伝えるところとなり、個人編集誌『銀河系つうしん』（第19号で改題『銀河系通信』、2020年より「銀河系通信ブログ版」）の創刊へと展開した。
吉本隆明の西川徹郞論二篇
　1968(昭和43)年、龍谷大学を自主退学以降、失意と挫折の彷徨の中で『吉本隆明　初期ノート』(試行発行所)によって吉本隆明の若き日の詩と思想に遭遇した。1984(昭和59)年の個人編集誌『銀河系つうしん』の創刊は、吉本隆明の個人編集誌『試行』に刺激されたものだった。『銀河系つうしん』を読んだ吉本隆明は、『試行』の扉に西川徹郞へ宛てた私信を原稿用紙にペン字で大きく、「あなたの書くものは、私はぜんぶ読んでいます。頑張って下さい。吉本隆明」と書いて送った。それは吉本隆明が西川徹郞へ宛てた最初の書翰だった。
　1988(昭和63)年、初の読本『秋桜COSMOS別冊　西川徹郎の世界』(秋桜発行所)に吉本隆明の西川徹郞論「西川徹郞さんの俳句」ほか菅谷規矩雄、鶴岡善久、宗田安正、佐藤鬼房、宮入聖、接津幸彦、柿本多映等、32名に及ぶ各界代表作家の西川徹郎論が収載される。この読本は『銀河系つうしん』創刊に依り、道内外の守旧派的陣営による誹謗や謂われなき批判が渦巻く中で、初学の師細谷源二の直弟子越澤和子が独力で刊行した読本だった。
　2000(平成12)年、吉本隆明の二度目の西川徹郎論「西川俳句について」を解説とした全13句集、総5338句収録『西川徹郎全句集』(沖積舎)刊行。
〈青年期〉以降
個人編集誌『銀河系つうしん』の創刊
　1989(平成元)年、4月角川書店「野性時代」編集部に勤務していた作家斎藤冬海(Saitou Fuyumi)と結婚。斎藤冬海はこの年、10月本山西本願寺で得度し、新城峠の寺、法性山正信寺の坊守となり、真宗学の達成を目指し仏典を研鑽する北の地の学問僧となった。
　同年11月21日、作家立松和平が西川徹郞と斎藤冬海の二人の結婚を祝し、新城峠の黎明舎を来訪し、一夜、初冬の峠の月下の寺で酒を飲んだ。
　1990(平成2)年、11月30日『菱川善夫評論集成』刊行記念シンポジウムが、札幌センチュリーローヤルホテルの広い会場で開催された。このシンポジウムの基調講演を「菱川善夫と定型詩の現在」と題し行った。(1992(平成4)年「銀河系つうしん」第13号、黎明舎)
　北海学園大学大学院教授菱川善夫は、中城ふみ子や寺山修司、塚本邦雄等を論じた前衛短歌の代表的評論家として知られ、道内各地から歌人や学生、研究者等が集合し会場は満席となった。北海道大学文学部教授近藤潤一や同大助教授神谷忠孝、当時講師だったロシア文学の工藤正廣等がパネリストだった。
　西川徹郞の刺激的な基調講演に興奮した大柄の某歌人が居た。三次会の酒席でその男が掴み掛かろうとして西川徹郞へ迫った瞬間、西川徹郞と談笑していた菱川善夫がすかさず起ち上がるや、「コラー！西川へ無礼をはたらく奴はワシが許さん！」と大声を発し、一声で暴漢を制した。西川徹郞が驚いたのは、暴漢の存在よりも自分を庇って起ち上り、一瞬鬼と化した痩身の菱川善夫の姿だった。
　1990(平成2)年、7月2日付「北海道新聞」に「吉本隆明と親鸞思想─自己という名の絶対性の錯誤、人間の思惟と理性が持つ根源的な病理」を発表した。
　この論文を読んだ吉本隆明研究の第一人者川上春雄から数日後に書翰が届いた。「貴方の論文には吉本先生について今迄書かれなかったことが多く含まれています。大変、素晴らしい論文です。」と率直な感想が述べられていた。
吉本隆明との会談
　1991(平成3)年、斎藤冬海を伴って上京した西川徹郞は、4月20日午後、東京・本駒込の吉本邸を訪問、西川徹郞はまるで初恋人と会うような気持ちで思想家吉本隆明と対面し、夜行列車「北斗星」出発の時刻迄、吉本隆明と会談、吉本隆明の強い激励を受けた。
　吉本隆明は、玄関先迄二人を送って、最後に丁寧に西川徹郞へこう述べた。「あなたの書くものは、ぼくはぜんぶ読んでますからね、どうか、頑張って下さい。」と。
　かつて西川徹郎へ初めて宛てた書翰と同じ言葉を吉本隆明はこの時も述べた。
　吉本隆明のこの言葉は、極北の峠に唯一人在って俳句という日本の定型詩の革命前夜を阿修羅の如くたたかい続ける詩人の心を支えるものとなった。(1991年「俳句とエッセイ」10月号、牧羊社)
　1993(平成5)年、講談社学術文庫『現代の俳句』(平井照敏編)に放哉・山頭火等と共に明治以来の107人の俳人として収載。
　1998(平成10)年、エッセイ集『無灯艦隊ノート』(蝸牛社)刊行。哲学者 梅原猛が「ボードレールの散文詩」に喩えて西川徹郞のエッセイを絶賛した。
　2000(平成12)年、吉本隆明の二篇目の西川徹郎論「西川俳句について」を解説として収載した全13句集、総5338句収録の『西川徹郎全句集』(沖積舎)刊行。
　2001(平成13)年、国文学の学術誌『國文學─解釈と教材の研究』(學燈社)七月号「特集・俳句の争点ノート」に「反俳句の視座─実存俳句を書く」を発表。詩歌界への反響著しく、版元や全国の書店へ問い合わせが相次いだ。
　2002(平成14)年、5月4日北海道文学館「特別展　寺山修司～燦めく闇の宇宙～」で北海大学教授菱川善夫と共に記念講演を行う。西川徹郞は寺山修司の十代の日の俳句を語り、菱川は短歌を語った。この記念講演は、特別展の責任者で文化人類学者山口昌男の指名に依るものだった。午後は隣接する劇場ZOOで「朗吟・寺山修司」に出演し、寺山の短歌と俳句を朗読した。
　この特別展記念図録『寺山修司の二十一世紀』(北海道文学館)に荒木経惟・横尾忠則等と共に西川徹朗の寺山修司論「十七音の銀河系─寺山修司は何故、俳句を辞めたのか」が収載された。
　2003(平成15)年、1年6ヶ月で書下ろした5091句収載の第13句集『銀河小學校』(沖積舎)刊行。
　2005(平成17)年、静岡県島田市の大井神社宮美殿講堂で開催された口語俳句協会主催の第50回口語俳句全国大会に出講し「口語で書く俳句─実存俳句の思想」と題し記念講演を行う。会場は超満員となった。(2006年『銀河系通信』第19号、茜屋書店)
　同年、作家稲葉真弓が「読売新聞」(10月29日付)に「異界へ私を連れてゆく─『西川徹郎全句集』」を発表。
　2007(平成19)年、吉本隆明は『決定版 無灯艦隊─十代作品集』(西川徹郎記念文學館開館記念出版、沖積舎)の帯に推薦文を寄稿、西川徹郞を〈天才詩人〉と絶賛した。
　(これらの西川徹郎論や推薦文及び書簡等は、『吉本隆明全集』(晶文社)第24巻、第34巻、第36巻、書簡Ⅱに収録)  
北海道唯一の詩歌文學館「西川徹郎記念文學館」開館
　2007（平成19)年、全国の読者と支持者の力に依り、少年期の縁の地旭川市の市街中心地に「西川徹郎記念文學館」が開館した。
西川徹郞は「実存俳句」創始者
　西川徹郞は〈反季語反定型〉を掲げ、季語季題を主題とする趣味化した花鳥諷詠や有季定型ではなく、人間の全存在、〈生の全体性〉を主題とする口語に依る〈十七文字の世界藝術〉を提唱し、〈反定型の定型詩〉を詩表現の胎内原理とする〈実存俳句〉創始者である。
　西川徹郞は松尾芭蕉辞世の「旅に病て夢は枯野をかけ廻る」を以て無季・口語・非定型の実存俳句の嚆矢と定めている。芭蕉が辞世に於て「旅に病んで」と定型韻律を一歩踏み出した時、既に芭蕉は連衆を携えた俳諧師に非ず、一人の十七文字の言語表現者、一人の詩人として荒野の中の一筋の道すなわち修羅と地獄の道を歩み始めたのである。
　西川徹郞の〈実存俳句〉とは、松尾芭蕉が生の切岸、辞世に於て踏み出したこの果てなき道を継承する〈世界文学としての俳句〉であり、〈十七文字の世界藝術〉の詩世界をいうのである。
俳句総合誌『俳句界』初の個人特集
　2010（平成22）年、総合誌『俳句界』(文學の森)2月号で本格特集「極北孤高の異色俳人西川徹郞」が企画刊行され、代表作品30句や写真家赤羽真也撮影の肖像写真や生地新城峠、編集顧問大井恒行の「独占インタビュー」、西川徹郞論二篇等の総合誌初の本格特集が組まれ、全国的反響を呼び、版元や書店で売り切れとなった。

## 西川徹郞青春歌集―十代作品集
2010(平成22)年、道立芦別高校発行の文芸誌「シリンクス」第23号(1965(昭和40)年)発表の7首、「シリンクス」第24号(同年)発表の5首、「シリンクス」第25号(1966(昭和41)年)発表の〈青春哀歌〉と題した85首に加え、十代の日の俳句作品で埋められた「草稿ノート」の端々に書き記されていた〈青春哀歌〉を編纂し、西川徹郎作家生活50年記念出版、西川徹郎文學館叢書1『西川徹郎青春歌集─十代作品集』(2010年、西川徹郎文學館図書編集室編/茜屋書店)が刊行された。
　文學館の館長で學藝員の作家 斎藤冬海は、西川徹郎を＜永遠の夭折者＞と称して西川徹郎論「少女ポラリス」1百枚を書き下ろし、本歌集の解説として載録した。
　本書は西川徹郞の新城中学一年時に出会い、道立芦別高校一年時にその姿を見た儘、行き別れとなって会うことの出来なかった初恋の少女へ寄せて、京都の龍谷大学修学を経て20歳に至る西川徹郞の10代後半期にのみ書かれた、桑野郁子という実在する一人の少女へ寄せるひとすじの思いに貫かれた青春の形見ともいうべき384首を収録した歌集。西川徹郞はこれ以降一首たりと短歌を書くことはなかった。いわば短歌という叙情の詩形式を初恋の少女一人へ捧げたのである。(同書解説「少女ポラリス」斎藤冬海/高橋愁著『暮色の定型─西川徹郎論』1993年、沖積舎)
西川徹郎著『西川徹郎青春歌集─十代作品集』抄
　　　君が死の夢を見し日に裏山の藤の花のみ散り初めにけり
　　　君が頬日の出づるかに染まりけり月は菜の花畑より出づ
　　　看護婦に声振るわせて君を訊く病舎の窓の湖の青さよ
　　　君がためひとり蒼ざめ裏山に来て月見草摘みし夜半かな
　　　君が家見むとて丘を登りつつ撫子摘めば腕に溢れぬ
　　　秋風に荒家と化せし君が家夜毎に犬の遠吠える家
　　　白鷺の城のごとくにあるゆえに秋草にて寝て君を思はぬ
　　　月寒の町に住むてふ病む君を一目見んとて急ぎ来しかも
　　　たそがれは見知らぬ町をさまよひてたどりつきたる冬の停車場
　　　　　　　　　　＊
　　　裏山に桐の青葉のさやぐなりわが青春を育みし家
　　　桐の葉に頬を埋めて初恋の後の傷みに堪ふるものかな
　　　少年の淋しく揚ぐる凧の如き恋初めし日の秋風のわれ
　　　死後我は盲魚と化すにあるらむと友に語る日秋風の吹く
　　　灯を慕ふごとくに君を慕ひをり虫の性かも魚の性かも
　　　朝焼の人知れずして消ゆるごと君ひそかにも去りゆきにけり
　　　瞼閉づれど開けど冥さは同じなり夜病みたまふひとを思ふに
　　　病むひとを思ひ夜空を仰ぐなり行く雲もなく飛ぶ鳥もなく
　　　　　　　　　　＊
　　　無惨にも恋に破れて鳥辺野にさめざめ泣きに来し大工かも
　　　鳥辺野に恋に破れて泣きに来し大工の紺の瞳を思ふ
　　　泣き濡れし君が手をとり清水の坂を下るや赤き日の暮れ
　　　三日月の微光に濡れし君が頬半跏思惟の君なりしかな
　　　星の出に剃刀研人は月見草摘み摘み深き裏山行けり
　　　まっ青な夜空があれば口笛を北上夜曲吹き鳴らすかな
　　　遥かなる比叡の鐘を数へつつひとの恋しき夜となりにけり
　　　君がため涙流るる賀茂川の岸の菫は星屑なりき
　　　秋の風君が肩より南座の旗赤々と見え初めにけり
　　　賀茂川へ幻の君を連れあるく夕陽に映える南座の旗
　　　京に来て淡き恋知る子となりし我を憐れみ秋の風吹く
　　　泣きながら四条橋にて別れ来し君が名を呼ぶ浜千鳥かな
　　　君と来て東寺の塔の尖端のひときわ暗き星を見てゐる
　　　春雨に濡れて急げば舞姫の赤き袖さえ悲しかりけり
　　　仄暗き傘の内より春雨に濡れし乙女の赤き袖見ゆ
　　　如月の祇園に紺の雪降れり夕べ淋しく君を思ふに
　　　祇園町花の匂ひをして雪の降り初むみれば涙流るる
　　　　　　　　　　＊
　　　月の出を待つが如くに君を待つ君影の花匂ふ喫茶店
　　　白藤の花が匂ふと囁かば頷きたまふ君なりしかな
　　　君が髪梳けばさやけき藤の香の町に匂ふとわれ囁きぬ
　　　君に逢ひ別れて来れば白藤の匂ひの髪に滲みてありけり
　　　己が病む如くに君は病みゐたり川は夜空を流れてゐたり
　　　我は病みても君を忘れず君を恋はばまなうらに咲く幻の花
　　　藤咲けば君の咲くやに思はるる思ひ出の山に一人登る日
　　　陸橋に登りて東のかなた見ゆ東に君の住む町あれば
　　　初恋の傷みに堪へて月の出を見てゐる大きな月出でたれば
　　　君に逢ひしその日海よりも轟くはわが胸に咲く月草の花
　　　摘み摘みて胸に溢るる撫子を君に捧げむと来し野道かな
　　　撫子の花が好きよと云ひしゆえ撫子摘みに野に出でて来ぬ
　　　日暮れまで野に居て君の香水の匂ひの花を捜してをりぬ
　　　ヒヤシンス薄紫に咲きにけりはつかに星の瞬くに似て
　　　ヒヤシンス夜空の星を映すかに心の庭に咲くは淋しき
　　　汝が頬はヒヤシンスよりやや薄く青ざめてゐる雪降ってゐる
　　　わが胸に海の流れてゐるごとし恋はば胸より海鳥の発つ
　　　しらしらと朝降る雪を映すかに白かりしかの君が頬かな
　　　てのひらにのりてはかなく淡雪は解け初むや君の命が如く
　　　　　　　　　　＊
　　　初恋の君と別れて来し日より歯磨き粉の匂ひして雪降ってゐる
　　　歯磨き粉の匂ひして雪降ってゐる学校帰りの君の幻
　　　歯磨き粉の匂ひして雪の降る朝君の幻美しきかな
　　　　　　　　　　＊
　　　君が名を荒磯の岩が上に立ち汽笛の如く沖へ叫べり
　　　砂に書く君が名消しゆく秋の波幾たび君が名を書きしかな
　　　砂浜の砂に遺せし君が名は波に消されて幾秋経たむ
　　　　　　　　　　＊
　　　君へ文書きつつをれば夜は明けぬ郭公鳥など鳴き初めにけり
　　　　　　　　　　＊
　　　空知川の岸辺の町に君住むやそこはかとなき水の青さよ
　　　平岸と云ふ空知の川の町に住む君を思へば雪降り初めぬ
　　　雪に埋もれし空知川こそ悲しけれ飛ぶ鳥もなく釣る人もなく
　　　空知川雪に埋もれて飛ぶ鳥もなければわが胸の如く淋しき
　　　雪國に雪降る如くわが胸に君が面影棲むは寂しき
　　　雪國に雪降る如くわが胸に君が涙の降りしきるかな
『西川徹郎青春歌集─十代作品集』(2010年、解説・斎藤冬海/西川徹郎文學館叢書1/西川徹郎文學館図書本集室篇/茜屋書店)
　西川徹郞記念文學館で幾度も講演した作家森村誠一は、この歌集を〈凄歌〉と名付けて「啄木を超えた青春歌集」(2018年『西川徹郞研究』第1集)と称び、近代文学及び伝承文学研究の第一人者、相模女子大学名誉教授 志村有弘は、「これほど哀切極まりない青春歌集が日本の文学の歴史に存在したであろうか」(2021年『西川徹郞研究』第2集)と述べた。
　同年、世界の詩人の事典『詩歌作者事典』(志村有弘編、鼎書房)に白楽天・李白・杜甫・小野小町・西行等と共に詳細な西川徹郞傳が収録された。
　2012（平成24）年、志村有弘著『忘れ得ぬ　北海道の作家と文学』（鼎書房）が刊行され、同著に西川徹郞論「極北の修羅」が収録された。
　2013（平成25）年、書き下ろし9017句を収録した第14句集『幻想詩篇 天使の悪夢九千句』(解説・吉本隆明、森村誠一／茜屋書店)刊行。
　同年、9月7日内閣官房参与の麗澤大学教授松本健一著『思想伝』(人間と歴史社)出版記念集会(会場・東京四谷「スクワール麹町」)に招かれて出席、政治家仙谷由人(菅内閣官房長官)、ジャーナリスト田原総一朗に続いて登壇し「革命評論家松本健一」と題し講演を行う。
（2014年「松本健一著『思想伝』出版記念集会講演録』人間と歴史社）
〈文藝評論家西川徹郞〉
新説、金子みすゞの死の真相「金子みすゞのダイイングメッセージ」
　2012(平成24)年、金子みすゞの生誕百年が過ぎながら未だ自死の真相が不明と謂われる金子みすゞの詩が語られる不審な事態について、彼女自身が書き遺した手書きの「全詩集」の精読に依って〈自死の理由〉を発見し、死後80年後にして初めて自死の深層を明らかとした西川徹郎の論文「金子みすゞのダイイングメッセージ」が『金子みすゞ　愛と願い』(志村有弘編／勉誠出版)に収録された。日本近代文学史研究の第一人者筑紫大学名誉教授平岡敏夫は、西川徹郞のこの論文に驚愕し「金子みすゞは何故死んだのか─西川徹郞小論」を『修羅と永遠─西川徹郞論集成』に寄稿した。
日本文学史上八百年の難題「方丈記　不請阿彌陀佛」の解明
同年、日本文学史上最大の随筆文学にして最も謎多き古典と呼ばれる『方丈記』中の難題「不請阿彌陀佛」を『方丈記』研究史上初めて明らかとした論文「念仏者鴨長明─「不請阿彌陀佛」論」を『新視点・徹底追跡　方丈記と鴨長明』(志村有弘編)に寄稿、鴨長明八百年の未解明問題を明らかとした。
宮沢賢治没後81年、「死にゆくとしのラストメッセージあめゆじゆ」の解明
　2014（平成26）年、花巻市立宮沢賢治イーハトーブ館発行「宮沢賢治学会会報」第48号に巻頭論文「妹としの聲無き絶唱─『春と修羅』「永訣の朝」の「あめゆじゆ」とは何か」を発表。
　宮沢賢治没後81年にして定説「雨雪」説を翻し「死に行く妹としの末期の絶唱がこの詩の本質なのだ。」「あめゆじゆとてちてけんじや」の「あめゆじゆ」は阿彌陀の梵語(アミタユスAmitāyus）」であり、妹としの賢治へのラストメッセージ」とする新説を示して次のように述べる。
　「としは彼（筆者註、賢治）の父殺しをまのあたりにし国柱会入会前後の苛立つ彼の心奥を知る唯一の肉親。行間に四度もリフレーンされるとしの末期の声が「雨雪」などといった物であるはずはない。「あめゆじゆ」とはアミダの音であり、としと彼が幼少の頃に宮沢家の仏間で父母弟と共に称えた念仏のことである。何故ならばアミダとは梵語のアミターバ（Amitābha）智慧無量とアミタユス（Amitāyus）慈悲無量の意であり、「あめゆじゆ」とは正しくこのアミタユスに疑いない。「あめゆじゆ」とはアミダの原語「アミタユス(無量寿)」であり、死にゆく妹としの末期の聲無き聲、無聲の絶唱が「あめゆじゆアミタユスなのだ」とする画期的新説を発表。以降、全国からの驚嘆の反響や問合せが続いた。
第七回日本一行詩大賞特別賞受賞
　2014（平成26）年、第14句集『幻想詩篇 天使の悪夢九千句』(2013年／茜屋書店)が［第七回日本一行詩大賞特別賞］を受賞、同年9月29日東京・九段のアルカディア市ヶ谷(私学会館)で開催された「日本一行詩大賞受賞式」へ斎藤冬海を伴って出席した。
文学史上の最多発表作家
　本書に依って書誌発表句数は総計2万3千を超え、江戸期の一茶1万5千、近代の山頭火1万5千、虚子2万2千を越え、日本文学史上の最多発表作家となった。
西川徹郞・森村誠一〈青春の緑道〉記念文學碑建立
　同年、西川徹郞記念文學館前の七条緑道に森村誠一揮毫の「永遠の狩人 森村誠一」と西川徹郞の少年期の短歌と俳句を自筆刻印した高さ3メートルの日高青石原石の「西川徹郞・森村誠一〈青春の緑道〉記念文學碑」が建立された。
新城峠大學開校
　同年、5月31日新城峠大學開校記念講演会を開催、作家森村誠一は講題「小説の神髄─小説はなぜ書くのか、そして如何に書くか」を講演した。会場となった文學館館内は一階より三階屋上まで市民や青少年の聴衆で溢れた新城峠大學文藝講演会は、それ以降、第２回を2016年4月23日、館長斎藤冬海が旭川トーヨーホテルを会場に、講題「日本文学史を照らす念仏者の心ー西川徹郎・鴨長明・源実朝」として開催、第3回を2017年7月8日、文藝評論家・学術博士小林孝𠮷の第3回西川徹郎記念文學館賞受賞記念講演・講題「青春と文学ー西川徹郎と内村鑑三」、第4回を2019年9月14日、哲学者・日本哲学会元会長野家啓一、文藝評論家綾目広治の第4回西川徹郎記念文學館賞受賞記念講演として、野家啓一が「「物語の哲学」と西川文学」、綾目広治が「西川文学と世界思想」の講題で、文學館を会場に開催している。
青少年教育・社会教育活動
　2019(令和元)年3月地方在住の青少年や市民の為の社会教育活動の一環として西川徹郞と斎藤冬海が設立代表となって、新城峠大學文藝講演会や『西川徹郞研究』等の編集発行を支えるボランティアの会「西川徹郎記念文學館詩と表現者と市民の会」(略称「文學館市民の会」)を創設した。西川徹郎と斎藤冬海は同会を代表し、自らその先頭に立ち青少年社会教育活動を実践している。
夫人は真宗学者で作家の斎藤冬海(Saitou Fuyumi)
［斎藤冬海＝西川裕美子］プロフィール
　斎藤冬海は福島県会津若松市出身。1980年日本女子大学国文学科卒。同大在籍中に日本近代文学史研究の第一人者、筑波大学名誉教授平岡敏夫に私淑した。
　1980年日本女子大学卒業後、短歌研究社編集部、角川書店「野性時代」編集部等の勤務を経て、1989年大雪山系に連なる極北の峠「新城峠」に在住する詩人西川徹郎と結婚。2006年北海道教育大学旭川校に入学、學藝員資格取得。2007年西川徹郎記念文學館館長・學藝員。 
　本名西川裕美子としては1989年より淨土真宗本願寺派法性寺正信寺坊守。本願寺派布教使。真宗学者。龍谷教学会議会員。黎明學舎「教行信証研究会」講師。
　作家・文藝評論家斎藤冬海としては、2002年より2003年まで福島県文学賞（福島県・福島民報社共催）小説・評論部門審査委員。ボランティアの会「西川徹郞記念文學館詩と表現者と市民の会」創立代表。学術誌『西川徹郎研究』『銀河峡LIVE』「西川徹郞学術研究叢書」編集発行人。西川徹郞記念文學館賞選考委員。西川徹郞&西川徹郞記念文學館HP『銀河系通信ブログ版』発信人。図書出版茜屋書店社主。
　斎藤冬海名の著書に『斎藤冬海短編集』(書肆茜屋)、『月の出予報』(鼎書房)等。編著に『修羅と永遠─西川徹郎論集成』。共著に『金子みすゞ　愛と願い』(短編「少女きりぎりす」、勉誠出版)。「秋ノクレ論─西川文学の拓く世界」(『星月の惨劇─西川徹郎の世界』、400枚、茜屋書店)、「アイヌの文学と作家」(『北海道文学事典』総論30枚、勉誠出版)「〈ひとつ〉の恋」(『金子みすゞ─女性たちのシンパシー』50枚、勉誠出版)ほか。

## 諸家の評価Ⅰ
少年期の作品を多数含む第1句集『無灯艦隊』は、言語表現の可能性の極北に立つ17文字の文学世界であり、ジャンルを超えて文学界へ衝撃を与えた。
　1988(昭和63)年、西川徹郎初の読本『秋桜COSMOS別冊 西川徹郎の世界』(秋桜発行所)に前記の吉本隆明の評論「西川徹郞さんの俳句」と共に多数の作家や評論家が寄稿した。同書に宮澤賢治研究の第一人者菅谷規矩雄は、賢治以降に現れた少年詩人の言葉に触れた戦慄を隠さず、「死者の棲むところに─西川徹郎小論」を寄稿し、「ことばが韻律に執する理由はただひとつ─リズムとは、詩の発生の現前(プレザンス)にほかならない。この発生の瞬間‥‥というスリルをふくまなければ、俳句も短歌も、むろん現代詩も、韻律として存在する理由はない。」と詩表現の本質を論述した。2007(平成19)年、宮澤賢治研究の先駆者的評論家、明治学院大学名誉教授天沢退二郞は、『現代詩手帖』11月号に『無灯艦隊』について論評し、「無灯」の意味を明らかとした。1988(昭和63)年、第1回現代俳句協会新人賞受賞者宮入聖は本格的作家論「蓮華逍遙─西川徹郎論」百枚を執筆し、1995(平成7)年、現代俳句の論客谷口愼也が『虚構の現実─西川徹郎論』(書肆茜屋)を書下ろし、西川徹郎の〈反季反定型〉の理念は有季定型の相対化であると論評した。2002(平成14)年、評論家研生英午は同書に「空(くう)の谺─実存俳句の行方」を寄稿し、西川徹郎を「夭折したフランスの天才レーモン・ラディゲの『肉体の悪魔』の再来」(『星月の惨劇─西川徹郎の世界』、書肆茜屋)と評し「詩聖西川徹郎」と称んだ。同年、哲学者梅原猛は、同書に於いて西川徹郎のエッセイ集『無灯艦隊ノート』をボードレールの散文詩に喩えて絶賛した。2004(平成16)年、法政大学教授小笠原賢二は、吉田一穂と共に西川徹郎を「言語表現の極北に立つ詩人」と賞賛し、『極北の詩精神─西川徹郎論』(書肆茜屋)を刊行した。2009(平成21)年、日本大学名誉教授で泉鏡花研究の第一人者笠原伸夫は『銀河と地獄─西川徹郎論』(茜屋書店)で西川徹郞を「現代俳句のアヴァンギャルド」「西川徹郎は異形の天才である。西川徹郎の方法は原則、俳句形式への断絶と連続という背理的な形での自負に貫かれている。一言でいえば反俳句の俳句─反伝統の伝統である」と論評した。2010(平成22)年、作家森村誠一は西川徹郎文學館で幾度も講演し、講演録『青春の永遠性─西川徹郎の世界』(茜屋書店)を刊行し、後記に「西川俳句は、日本の文学遺産」、芭蕉の〈蕉句〉に比肩し西川俳句を〈凄句〉、西川短歌を〈凄歌〉と呼称し、「生死の境界を超えた永遠の絶唱である」と賞賛した。同年、「読売新聞」書評委員を務めていた東北大学名誉教授・日本哲学会元会長の野家啓一は、この書に推理作家森村誠一と前衛俳句作家西川徹郎との出会いの絶景を見、5月16日付「読売新聞」に「寺山修司の『田園に死す』の再来」等と紹介した。同年、文藝評論家小林孝吉は『銀河の光　修羅の闇─西川徹郎の俳句宇宙』(茜屋書店)を刊行、西川徹郎をダンテやドストエフスキー、宮澤賢治等と共に西川文学を掲げてその未出現宇宙の輝きを論じ、「世界文学」と呼んだ。
　1984（昭和59）年、第３句集『家族の肖像』の解説で、詩人で、美術評論家鶴岡善久は、「従来の新興俳句、前衛俳句がついに到達しえなった一極地をこの句集は占めている」と述べた。又、鈴木六林男は「恐怖の詩才の出現」を語り、「これは全く独自の西川徹郎の世界だ」と述べた。（『西川徹朗研究』第二集）
　西川徹郎の第1句集『無灯艦隊』は、1974(昭和49)年の初版刊行より既に半世紀を経たが、現在もその衝撃や反響は続いている。2019(令和元)年、『ランボー全詩集』翻訳者である作家鈴木創士は、西川徹郎を〈天才少年詩人〉と称び、西川文学を「驚くべき17文字の遺書である。」「今までこのような感慨を覚えたのは、ランボーを措いて他にはない。」(2019年4月6日付「図書新聞」)と絶賛の評言を述べ、同年、日本哲学界の第一人者で東北大学名誉教授野家啓一は、十七文字の中の物語性に着目し、世界の哲学と西川文学の比較論を為す画期的批評を展開した。同年、ノートルダム清心女子大学教授綾目広治は、西川文学を『惨劇のファンタジー　西川徹郎十七文字の世界藝術』（茜屋書店）を刊行し、西川徹郎の17文字の藝術を世界の思想哲学と対峙させて論じた。2021(令和3)年、武蔵大学名誉教授で日本比較文学会元会長私市保彦は、「西川俳句はむしろフランスのシュールレアリズムに先行していた」「絵画としてのシュールレアリズムはむろんのこと（西川徹郞の俳句は）アンドレ・ブルトンが例示した詩よりはるかにシュールレアリズム的である。」(『西川徹郎研究』第2集、茜屋書店)と論評した。同年、ペーター研究の第一人者で愛知大学元教授の英文学者伊藤勳は、「週刊読書人」(2015年6月12日付)に発表した『修羅と永遠─西川徹郞論集成』の書評を評論集『谿聲山花』(2021年、『論創社』)に収録し、西川徹郞の第一句集『無灯艦隊』収載の少年期の代表作「男根担ぎ佛壇峠を越えにけり」を「眞如を洞徹する傑作」と論評した。劇作家澤村修治は、「図書新聞」（2015年5月23日付）に『修羅と永遠ー西川徹郎論集成』を評し、西川徹朗の十代の日の＜青春短歌＞も含めて「日本戦後文学の異形峰として聳えている」と絶賛した。
「銀河系通信」ブログ版の復活
　2020(令和2)年「銀河系通信」は2006年第19号刊行以来、暫く休刊の体勢に在ったが、西川徹郎&西川徹郎記念文學館ホームページ「西川徹郎公式サイト」の開設と共に2010年1月「銀河系通信ブログ版」(発信人／西川徹郞・斎藤冬海)として復活し、大雪山系に連なる極北の地新城峠より弛まず〈17文字の銀河系〉〈17文字の世界藝術〉の詩と文学と思想哲学の永遠性を探求し続けている。

## 著書

### 序数句集
- 第1句集『無灯艦隊』　1974年　粒発行所
- 第2句集『瞳孔祭』　　1980年　南方社
- 第3句集『家族の肖像』1984年　沖積舎　(栞、宮入聖・鶴岡善久・菱川善夫)
- 第4句集『死亡の塔』　1986年　海風社　(栞、清水昶・菱川善夫・大井恒行ほか)
- 第5句集『町は白緑』　1988年　沖積舎　(栞、立松和平・青木はるみ)
- 第6句集『桔梗祭』1988年 冬青社(書下ろし百句／宮入聖「蓮華逍遙─西川徹郎の世界」百枚併載)
- 第7句集『月光學校』　2000年　沖積舎　(未刊集・『西川徹郎全句集』所収)
- 第8句集『月山山系』　1992年　書肆茜屋
- 第9句集『天女と修羅』　1997年　沖積舎　(書下ろし1145句／栞、研生英午)
- 第10句集『わが植物領』　1999年　沖積舎
- 第11句集『月夜の遠足』 2000年 書肆茜屋(書下ろし130句／揮毫・書家久保観堂・和綴本／栞、斎藤冬海)
- 第12句集『東雲抄』　　　2000年　沖積舎　(未刊集・『西川徹郎全句集』所収)
- 第13句集『銀河小學校』　2003年　沖積舎　(書下ろし5091句)
- 第14句集『幻想詩篇 天使の悪夢九千句』2013年　茜屋書店　(解説、吉本隆明・森村誠一、書き下ろし9017句／第七回日本一行詩大賞特別賞)

### 全句集・定本・自筆句集
- 『定本 無灯艦隊』　　　　1986年　冬青社　(栞・解説　攝津幸彦)
- 『現代俳句文庫⑤西川徹郎句集』　1991年　ふらんす堂　(解説・藤沢周)
- 『西川徹郎全句集』　　　2000年　沖積舎　(解説・吉本隆明「西川俳句について」)
- 『西川徹郎全句集』　　　2001年　沖積舎　(解説・吉本隆明「西川俳句について」)
- 『決定版 無灯艦隊─十代作品集』　 2007年　沖積舎　(帯文・吉本隆明、解説・斎藤冬海)
- 『町は白緑 西川徹郎自選自筆句集』 1991年　沖積舎　(自筆揮毫・和綴本)
- 『西川徹郎自撰自筆句集』　　　　　2002年　沖積舎

### 歌集
- 『西川徹郎青春歌集─十代作品集』2010年 茜屋書店　(解説・斎藤冬海「少女ポラリス」百枚)

### エッセイ集
- 『無灯艦隊ノート』　1997年　蝸牛社

### 真宗学論文
- 『弥陀久遠義の研究』　2011年　黎明學舎／茜屋書店
- 『日本佛教文化論叢 下巻』1998年　共著・永田文昌堂
- 『蓮師教学研究』第三集　1993年　共著・探求社
- 『わが心の妙好人』　2011年　共著・勉誠出版
- 『方丈記と鴨長明』　 2012年　共著・勉誠出版

### 共著及び全集・選集等収載主要書籍
- 『俳句の現在Ⅰ』「西川徹郎集」　1980年　南方社
- 『北海道文学全集』第22巻　西川徹郎句集「瞳孔祭」30句　1981年　立風書房
- 『現代俳句十二人集』下巻　(宮入聖編)　西川徹郎集「月夜の不在」200句　1986年　冬青社
- 『現代の俳句』講談社学術文庫(平井照敏編)「西川徹郎集」30句　1993年　講談社
- 『最初の出発４』「『無灯艦隊』抄」100句(解説・三橋敏雄)　1993年　東京四季出版
- 『現代俳句集成』(宗田安正編)「西川徹郎集」200句　1996年　立風書房
- 『現代俳句の世界』(齋藤愼爾編)「西川徹郎集」30句　1998年　集英社
- 『日本佛教文化論叢』下巻「妙好人俳諧寺一茶と浄土真宗」1998年　永田文昌堂
- 『現代俳句100人20句』「西川徹郎集」20句　2001年　邑書林
- 『現代俳句新世紀』下巻「西川徹郎集」200句　2004年 ほくめい出版
- 『芭蕉道への旅』(監修・森村誠一)　2010年　角川学芸出版
- 『金子みすゞ 愛と願い』「金子みすゞのダイイングメッセージ」2012年　勉誠出版

### 日英対訳
- 『日英対訳　21世紀俳句の時空』　2008年　永田書房

### 編集・発行誌
- 『銀河系つうしん』編集兼発行人・西川徹郎　黎明舎／銀河系通信発行所
- 『教行信証研究』編集兼発行人・西川徹真　黎明學舎／茜屋書店

### その他
- 『銀河系つうしん』編集兼発行人・西川徹郎　黎明舎／銀河系通信発行所、同誌は不定期発行の個人雑誌。最新刊は19号（2006年8月）。同号より『銀河系通信』と改題。
- 『教行信証研究』編集兼発行人・西川徹真　黎明學舎／茜屋書店

### 諸家単著
- 宮入　聖著「蓮華逍遙─西川徹郎の世界｣(西川徹郎句集『桔梗祭』併載・100枚)1988年 冬青社
- 高橋　愁著『暮色の定型─西川徹郎論』(函入豪華本・書下ろし一千枚)　1993年　沖積舎
- 高橋　愁著『暮色の定型─西川徹郎論』(普及本)　1993年　沖積舎
- 谷口愼也著『虚構の現実─西川徹郎論』　1995年　書肆茜屋
- 櫻井琢巳著『世界詩としての俳句─西川徹郎論』 　2003年　沖積舎
- 小笠原賢二著『極北の詩精神─西川徹郎論』　2004年　茜屋書店
- 櫻井琢巳著『世界詩としての俳句─西川徹郎論』(新装ちゅうせき叢書27)　 2005年　沖積舎
- 笠原伸夫著『銀河と地獄─西川徹郎論』(西川徹郎文學館新書１)　 2009年　茜屋書店
- 森村誠一著『永遠の青春性─西川徹郎の世界』(講演録、西川徹郎文學館新書2) 2010年 茜屋書店
- 小林孝吉著『銀河の光 修羅の闇─西川徹郎の俳句宇宙』(西川徹郎文學館新書３)　2010年　茜屋書店
- 綾目広治著『惨劇のファンタジー 西川徹郎 17文字の世界藝術』（西川徹郎学術研究叢書１）

　　　　　　　　　　　　　　　　　　　　　　　　　　　　　　　　　　　　　　　2019年　茜屋書店

### 批評小説
- 高橋　愁著『わが心の石川啄木』─西川徹郎と石川啄木の邂逅─　1998年　書肆茜屋

### 西川徹郎読本
- 『西川徹郎の世界』(『秋櫻COSMOS別冊』) 1988年　秋桜発行所（茜屋書店扱）

編集発行人「秋桜」越澤和子／西川徹郎新作200句＆エッセイ・グラビア・西川徹郎年譜（加藤佳枝編）・書誌（小南文子）／装画　友川かずき／Ａ４変形・186頁建・2千部発行
西川徹郎／吉本隆明／菅谷規矩雄／藤田民子／安井浩司／宮入　聖／攝津幸彦／林　桂／三木　史／乾　裕幸／高堂敏治／佐藤通雅／鷲田小彌太／矢口以文／宗田安正／佐藤鬼房／島津　亮／上田　玄／青柳右行／柿本多映／和田徹三／三森鉄治ほか　「西川徹郎論」収録32名　
- 『死亡の塔』西川徹郎句集別冊栞　発行人作井満　Ａ５判・90頁建　 1986年　海風社

鳳真治／宇多喜代子／徳広純／倉橋健一／大井恒行／清水昶／鶴岡善久／菱川善夫／友川かずき／福多久／寺田操／高橋渉二／阿久根靖夫／田中国男／杉本雷造等、16名16編の西川徹郎論　　　　　　　　　　　　　　
- 『茜屋通信』創刊第1号─特集・西川徹郎のCOSMOS　(編集・斎藤冬海)Ａ５判・92頁建  1995年 書肆茜屋

菱川善夫／立松和平／太田代志朗／まつもとかずや／谷口愼也／上田玄／須藤徹等　10名10編の西川徹郎論

### 記念論叢
- 『星月の惨劇─西川徹郎の世界』(斎藤冬海編著)　2002年　茜屋書店
- 『西川徹郎全句集』刊行記念論叢・茜屋叢書③／西川徹郎代表作品500句・年譜・評論「〈火宅〉のパラドックス─実存俳句の根拠」Ａ４上製・カバー装・727頁建・2000部発行／装画森ヒロコ／題字久保観堂／西川徹郎／梅原猛／森村誠一／松本健一／立松和平／笠原伸夫／稲葉真弓／小笠原賢二／櫻井琢巳／寺田　操／小林孝吉／伊東聖子／遠藤若狭男／皆川　燈／藤原龍一郎／研生英午／三橋敏雄／和田悟朗／宗田安正／大井恒行／谷口愼也／高橋比呂子／まつもとかずや／高堂敏治／新妻　博／鶴岡善久／菱川善夫／加藤克巳／佐藤通雅／鳳　真治／久保観堂／沖山隆久／高橋紀子／雨宮慶子／宇多喜代子／鈴木六林男／阿部完市／越澤和子／斎藤冬海ほか、「西川徹郎論」収録46名
- 『修羅と永遠─西川徹郎論集成』(西川徹郎作家生活50年記念論叢）　2015年　茜屋書店

編纂・監修西川徹郎文學館・編纂監修委員会／斎藤冬海編著／西川徹郎作家生活五十年記念事業実行委員会／西川徹郎文學館叢書③)／Ａ５上製・函入・1200頁建・千部発行／西川徹郎自選「少年と銀河」811句／「空知川の岸辺─西川徹郎十代作品集」自選282首／評論&エッセイ「細谷源二の俳句あるいは地方性という命題」(反俳句の視座)外15篇収録
第一章　平岡敏夫／野家啓一／私市保彦／小林孝吉／綾目広治／倉阪鬼一郎／稲葉真弓／遠藤若狭男　第二章　吉本隆明／森村誠一／久保　隆　第三章　竹内清己／傳馬義澄／池辺晋一郎／堀江信男　第四章　萩原洋燈／赤尾兜子／攝津幸彦／青柳右行／佐藤鬼房／三橋敏雄／有馬朗人／阿部完市／和田悟朗／宗田安正／研生英午／谷口愼也／大井恒行　第五章　鶴岡善久／菱川善夫／清水　昶／菅谷規矩雄／乾　裕幸／立松和平／青木はるみ／藤沢　周／鷲田小彌太／雨宮慶子／松本健一／宗田安正／馬場駿吉／天沢退二郎／川瀬理香子／加藤幸子／志村有弘
　第六章　宮入　聖／谷口愼也／櫻井琢巳／小笠原賢二／小林孝吉／笠原伸夫　第七章　斎藤冬海」ほか　
「西川徹郎論」総収録75名125篇／帯文・野家啓一／装画A・ブルノフスキー／装丁山邊白鷺／肖像写真撮影・赤羽真也　
- 学術研究誌

『西川徹郎研究』第1集  西川徹郎記念文學館編 　 2018年　茜屋書店
　講演録　森村誠一　新城峠大學開校記念講演「小説の真髄│小説は何故書くのか、そして如何に書くか」
　講演録　小林孝吉　新城峠大學第３回文藝講座「青春と文学│西川徹郎と内村鑑三」
　野家啓一・立松和平・加賀乙彦・原子朗・研生英午・私市保彦・斎藤冬海等／A5・149頁建／装画・森ヒロコ
『西川徹郎研究』第2集  西川徹郎記念文學館編 　 2021年　茜屋書店
　新城峠大学第四回文藝講演会（第４回西川徹郎記念文學館賞受賞記念講演）　
　講演録　野家啓一「物語の哲学」と西川文学／講演録　綾目広治　西川文学と世界思想
　鈴木創士・志村有弘・小林孝吉・私市保彦・大井恒行・谷口愼也・中里麦外・渡辺普・伊藤勲・藤原龍一郎・中園倫ほか／A5・189頁建／装画・森ヒロコ